# Plattfiskar
Plattfiskar, flatfiskar eller flundror (vetenskapligt namn: Pleuronectiformes) är en ordning i djurklassen benfiskar med över 500 arter. Som namnet antyder har de en platt kropp. Ögonen befinner sig på övre sidan och med nedre sidan ligger de på havsbotten. Övre kroppsidans färg är starkt anpassad till havsbottens utseende. Plattfiskar finns i alla hav runt jorden och några arter lever också i sötvatten. Plattfiskarnas föda består av små djur som lever vid havsbotten som fiskar, blötdjur och maskar.
Dessa fiskars naturliga läge är horisontellt. Bukfenor liksom bröstfenor kan stundom saknas. Rygg- och analfenan är långa och vanligen skilda från stjärtfenan. Simblåsa saknas hos det könsmogna djuret. Munnen är framskjutbar och ögonen är rörliga. Hithörande fiskar skiljer sig från alla andra genom sin osymmetriska kroppsbyggnad, vilken är mest utpräglad på huvudet.

## Evolutionär utveckling

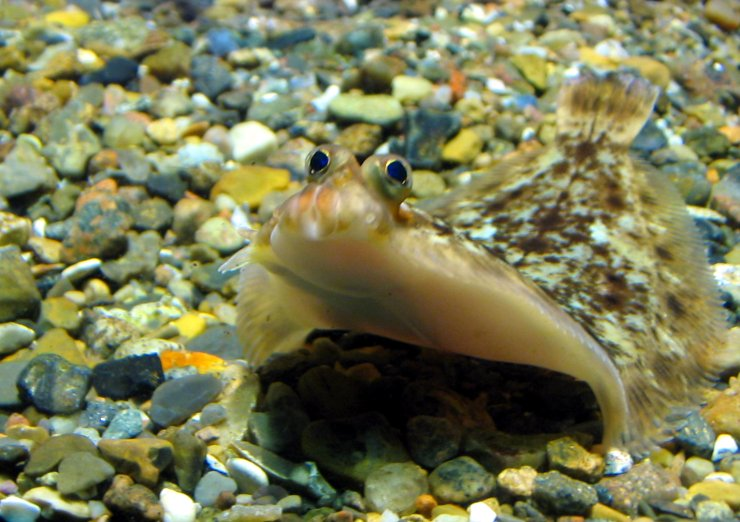
Plattfisk som tittar upp.

Att denna avvikande kroppsform inte är något för dessa djur ursprungligt, utan något som förvärvats som en anpassning till det avvikande levnadssättet, framgår av individens utveckling. När den unga plattfisken lämnar ägget, är hela dess glasklara kropp lika symmetrisk som hos andra unga fiskar. Dess ögon är belägna ett på varje sida och den simmar lodrätt på vanligt sätt. Men under tillväxten börjar snart det ena ögat att småningom flyttas över på samma sida som det andra. Det ena ögats vandring framkallar en vridning av främre delen av huvudet, som blir asymmetrisk. Samtidigt erhåller endast den sida, på vilken ögonen sitter, färg, hela muskulaturen utvecklas starkare på denna sida, medan däremot tänderna och käkarna kan vara mera utbildade på den blinda sidan. Medan dessa förändringar i byggnaden sker blir också djurens levnadssätt ett annat. Från att ha levt nära havsytan blir de bottenfiskar, som alltid simmar med den färgade sidan uppåt. De kan gräva ned sig i sandbottnen.
Även hela djurgruppen har genomgått en liknande gradvis utveckling, enligt ny tolkning av gamla fossil, bland annat av Amphistium paradoxum. Fossilen har förvarats på museer i London och Wien, och uppvisar asymmetriskt placerade ögon. Tidigare tolkades detta som en effekt av skador under fossiliseringen, men nu föreslås det att de representerar övergångsformer i utvecklingen av plattfiskar. Det har också föreslagits att det rör sig om fossil från individer som inte är fullvuxna.

## Familjer, släkten och arter (urval)
Till ordningen räknas 11 familjer fördelade på flera underordningar.
- Flundrefiskar (Pleuronectidae)
  - Hippoglossus
    - Hälleflundra

  - Limanda
    - Sandskädda
    - Gulskädda

  - Platichthys
    - Skrubbskädda

  - Pleuronectes
    - Rödspätta

  - Glyptocephalus
    - Rödtunga

  - Microstomus
    - Bergtunga
- Piggvarar (Scophthalmidae)
  - Lepidorhombus
    - Glasvar

  - Scophthalmus
    - Piggvar
    - Slätvar